# Constante gravitationnelle de Gauss
Ne doit pas être confondu avec Constante gravitationnelle, Constante gravitationnelle géocentrique ou Constante gravitationnelle héliocentrique.

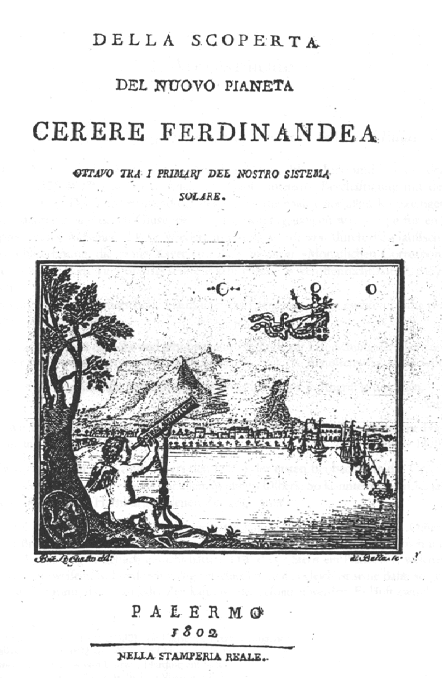
En 1801, la découverte de Cérès démontre l'utilité de la constante gravitationnelle de Gauss.

La constante gravitationnelle de Gauss est un paramètre utilisé en astronomie pour les calculs de mécanique céleste effectués en unités du système astronomique (jour, masse solaire, unité astronomique) plutôt qu'en celles du Système international d'unités (seconde, kilogramme, mètre). Ce paramètre n'est constant que pour un système donné : dans un autre système planétaire, satellite naturel ou stellaire, cette constante aurait une valeur différente. En l'absence de précision, c'est de la constante associée au Système solaire que l’on parle.

## Mise en évidence
En mécanique céleste non relativiste, dans le cadre du problème à deux corps à symétrie sphérique et isolés, il existe une loi — expression newtonienne de la troisième loi du mouvement képlérien elliptique et non perturbé — qui relie la période {\displaystyle T} et le demi-grand axe {\displaystyle a} de l'orbite relative de l'objet secondaire de masse {\displaystyle m>0} au produit {\displaystyle \mu } de la masse {\displaystyle M>m} de l'objet primaire par la constante {\displaystyle G} de la gravitation :
{\displaystyle {\frac {a^{3}}{T^{2}}}={\frac {\mu }{4\pi ^{2}}}\left(1+{\frac {m}{M}}\right)}.
Prenons {\displaystyle M} comme unité de masse : {\displaystyle M=1} ; prenons une unité de temps telle que : {\displaystyle T>1}, et permettant d'exprimer le moyen mouvement {\displaystyle n} de l'objet secondaire : {\displaystyle n={\sqrt {\frac {\mu }{a^{3}}}}}. Considérons que la masse de l'objet secondaire est négligeable par rapport à celle de l'objet primaire ; et notons : {\displaystyle k^{2}=\mu }.
Il est alors possible de définir une unité de longueur : {\displaystyle a=1}, telle que, : {\displaystyle n=k}, où {\displaystyle k} est la constante de Gauss.
Dans le système précité d'unités : {\displaystyle {\sqrt {G}}={\frac {2\pi }{T}}}, soit : {\displaystyle G={\frac {4\pi ^{2}}{T^{2}}}}.
Ainsi, {\displaystyle G=4\pi } avec {\displaystyle T=1} où {\displaystyle T} est l'année gaussienne.

## Histoire
L'éponyme de la constante de Gauss, est Carl Friedrich Gauss (1777-1855), qui l'a proposée en 1809,,, dans sa Theoria motus corporum coelestium in sectionibus conicis solem ambientum, (« Théorie du mouvement des corps célestes parcourant des sections coniques autour du Soleil »). Gauss semble l'avoir utilisée dès 1801 afin de prédire l'orbite de Cérès, découverte le 1er janvier par Giuseppe Piazzi et que celui-ci avait perdue de vue,. Avant Gauss, Isaac Newton avait lui-même utilisé la constante.
Dès juillet 1810, Jean-Baptiste Delambre (1749-1822) présente la constante dans son compte-rendu de l'ouvrage de Gauss pour la Connaissance des temps.
En 1855, Urbain Le Verrier (1811-1877) ouvre un débat sur la question de savoir si la valeur numérique de la constante de Gauss ne devrait pas être modifiée.
En 1898, Simon Newcomb (1835-1909) publie ses Tables of the Sun (« Tables du Soleil ») dans lesquelles il adopte la notation et les valeurs de la constante que Gauss avait lui-même proposées,.
En 1938 à Stockholm, la 6e assemblée générale de l'Union astronomique internationale (UAI) adopte à l'unanimité une résolution présentée par la commission des éphémérides et fixant la constante de Gauss à k = 0,017 202 098 95 radian par jour solaire moyen pour 1900.0.
En 1976 à Grenoble, la 16e assemble générale de l'UAI adopte une recommandation en vertu de laquelle la constante de Gauss devient la « constante de définition » du système astronomique d'unités. Sa valeur reste celle adoptée en 1938 et sert à définir l'unité astronomique de longueur.
En 2012 à Pékin, la 28e assemblée générale de l'UAI adopte une résolution qui redéfinit l'unité astronomique de longueur comme une « unité conventionnelle de longueur égale à 149 597 870 700 m exactement » ; cessant ainsi d'être une « constante auxiliaire de définition » servant à définir l'unité astronomique de longueur, la constante de Gauss est supprimée du système des constantes astronomiques.

### Dérivation par Gauss
Gauss énonce les lois qui, en mécanique céleste newtonienne, régissent le mouvement képlérien, non perturbé, d'un système de deux corps en interaction gravitationnelle.
Dans ce cadre, l'équation de l'orbite s'écrit :
{\displaystyle r(\nu )={\frac {p}{1+e\cos(\nu )}}},
qui est l'équation, en coordonnées polaires {\displaystyle (r,\nu )}, d'une conique paramétrée par {\displaystyle p} et {\displaystyle e} où :
- {\displaystyle \nu } est l'anomalie vraie ;
- {\displaystyle p} est le paramètre de l'orbite ;
- {\displaystyle e} est son excentricité ;
- {\displaystyle \cos } est la fonction cosinus.

Puis il définit sa constante {\displaystyle k} par :
{\displaystyle k={\frac {g}{t{\sqrt {p}}{\sqrt {1+\mu }}}}},
où :
- {\displaystyle g} est le double de l'aire balayée, dans le temps {\displaystyle t}, par le rayon vecteur mené du Soleil à l'astre ;
- {\displaystyle 2p} est le paramètre de l'orbite de l'astre ;
- {\displaystyle \mu } est la masse de l'astre en unité de masse solaire.

Puis Gauss considère le cas d'une orbite elliptique où {\displaystyle g}, pour une période de révolution {\displaystyle T} complète, est donnée par :
{\displaystyle 2\pi a^{\frac {3}{2}}{\sqrt {p}}},
où :
- {\displaystyle a} est le demi-grand axe de l'orbite.

Cela lui a permis de définir {\displaystyle k} par :
- {\displaystyle k={\frac {2\pi a^{\frac {3}{2}}}{T{\sqrt {1+\mu }}}}}.

Puis, pour définir un système d'unités et calculer la valeur de {\displaystyle k} dans celui-ci, Gauss considèr le cas de la Terre. Il prend — outre la masse solaire pour unité de masse — le jour solaire moyen pour unité de temps et le demi-grand axe de l'orbite de la Terre pour unité de longueur. Puis il calcule la valeur de {\displaystyle k} à partir des valeurs suivantes :
- {\displaystyle T=365,256\,383\,5} ;
- {\displaystyle \mu ={\frac {1}{354\,710}}}.

Il obteient :
{\displaystyle k=0,017\,202\,098\,95}.

## Notation et valeur

### Notation
La constante de Gauss est couramment notée {\displaystyle k}, correspondant à la lettre K minuscule de l'alphabet latin, initiale de l'allemand Konstante (constante).

### Expression
Depuis 2012, la constante de Gauss est donnée par la relation :
{\displaystyle k={\sqrt {GM_{\mathrm {S} }}}},
où :
- {\displaystyle G} est la constante de la gravitation,
- {\displaystyle M_{\mathrm {S} }} est la masse du Soleil,

et :
- leur produit {\displaystyle GM_{\mathrm {S} }} est la constante héliocentrique de la gravitation[31].

Les valeurs[Quoi ?] recommandées[réf. nécessaire] du paramètre de masse solaires sont :
- {\displaystyle GM_{\mathrm {S} }=1{,}327\,124\,420\,99\times 10^{20}\;(\pm \;1\times 10^{10})\;{\rm {m^{3}\cdot s^{-2}}}}
- {\displaystyle GM_{\mathrm {S} }=1{,}327\,124\,400\,41\times 10^{20}\;(\pm \;1\times 10^{10})\;{\rm {m^{3}\cdot s^{-2}}}}

### Dimension et unité
La dimension du carré de la constante de Gauss est celle de la constante de gravitation :
{\displaystyle [k^{2}]=[G]=\mathrm {L^{3}\;M^{-1}\;T^{-2}} },
où {\displaystyle [k^{2}]} et {\displaystyle [G]} sont la dimension du carré de la constante de Gauss et celle de la constante de gravitation.
La dimension de la constante de Gauss est celle de la vitesse angulaire ou pulsation :
{\displaystyle [k]=\mathrm {T^{-1}} \cdot 1}
où {\displaystyle \mathrm {T^{-1}} } est la dimension d'une vitesse et {\displaystyle 1} la dimension d'un angle plan, grandeur adimensionnelle.
Bien que, dans le Système international d'unités, l'unité dérivée pour la vitesse angulaire, ou pulsation, soit le radian par seconde, la constante de Gauss est habituellement exprimée en radian par jour.

### Valeur
Dans le système astronomique d'unités, la constante associée au Système solaire vaut :
avec :
- {\displaystyle {A}} l'unité astronomique,
- {\displaystyle {D}} le jour solaire moyen,
- {\displaystyle {S}} la masse solaire.

Si, à la place du jour solaire moyen, on utilise l'année sidérale comme unité de temps, la valeur de {\displaystyle k} est alors très proche de {\displaystyle 2\pi }.
Cette valeur de 0,017 202 098 95, calculée par Gauss, est encore en usage.

#### Déterminations contemporaines
Simon Newcomb la recalcule pour son Newcomb's Tables of the Sun (en).

## Interprétation
La constante de Gauss représente la vitesse angulaire moyenne, en radian par jour, à laquelle une particule de masse infinitésimale se déplacerait, autour du Soleil, sur une orbite newtonienne circulaire non perturbée de rayon approximativement égal à la distance moyenne entre le Soleil et la Terre.

## Applications

### Année gaussienne
Une année gaussienne est l'année sidérale d'une planète hypothétique d'une masse négligeable par rapport à celle du Soleil, dont l'orbite ne serait pas perturbée par les autres planètes et qui serait gouvernée par la constante gravitationnelle de Gauss (dans le cadre de la troisième loi de Kepler). De ces contraintes, on en déduit que l'année gaussienne est égale à 365,256 898 3 jours (soit 365 d 6 h 9 min 56 s).

### Définition de la seconde
De 1956 à 1967, la constante gravitationnelle de Gauss est à la base de la définition internationale de la seconde. Elle fait partie du système astronomique d'unités depuis 1952.